# 贵州羊耳蒜
贵州羊耳蒜（学名：Liparis esquirolii）为兰科羊耳蒜属下的一个种。

## 扩展阅读
- 維基物種上的相關：贵州羊耳蒜